# کارست ۲۲۸۶۸
سیارک ۲۲۸۶۸ (به انگلیسی: 22868 Karst، نامگذاری:1999RX187) بیست و دو هزار و هشتصد و شصت و هشتمین سیارک کشف شده‌است که در ۹ سپتامبر ۱۹۹۹ کشف شد.
قدر مطلق سیارک برابر ۱۶.۲ است.